# Megalocranchia
Megalocranchia is een geslacht van inktvissen uit de familie van de Cranchiidae.

## Soorten
- Megalocranchia abyssicola (Goodrich, 1896)
- Megalocranchia maxima Pfeffer, 1884
- Megalocranchia oceanica (Voss, 1960)
- Megalocranchia speculator (Chun, 1906)